# Toulaud
Toulaud är en kommun i departementet Ardèche i regionen Auvergne-Rhône-Alpes i sydöstra Frankrike. Kommunen ligger  i kantonen Saint-Péray som ligger i arrondissementet Tournon-sur-Rhône. År 2022 hade Toulaud 1 701 invånare.

## Befolkningsutveckling
Antalet invånare i kommunen Toulaud
Referens: INSEE

## Galleri

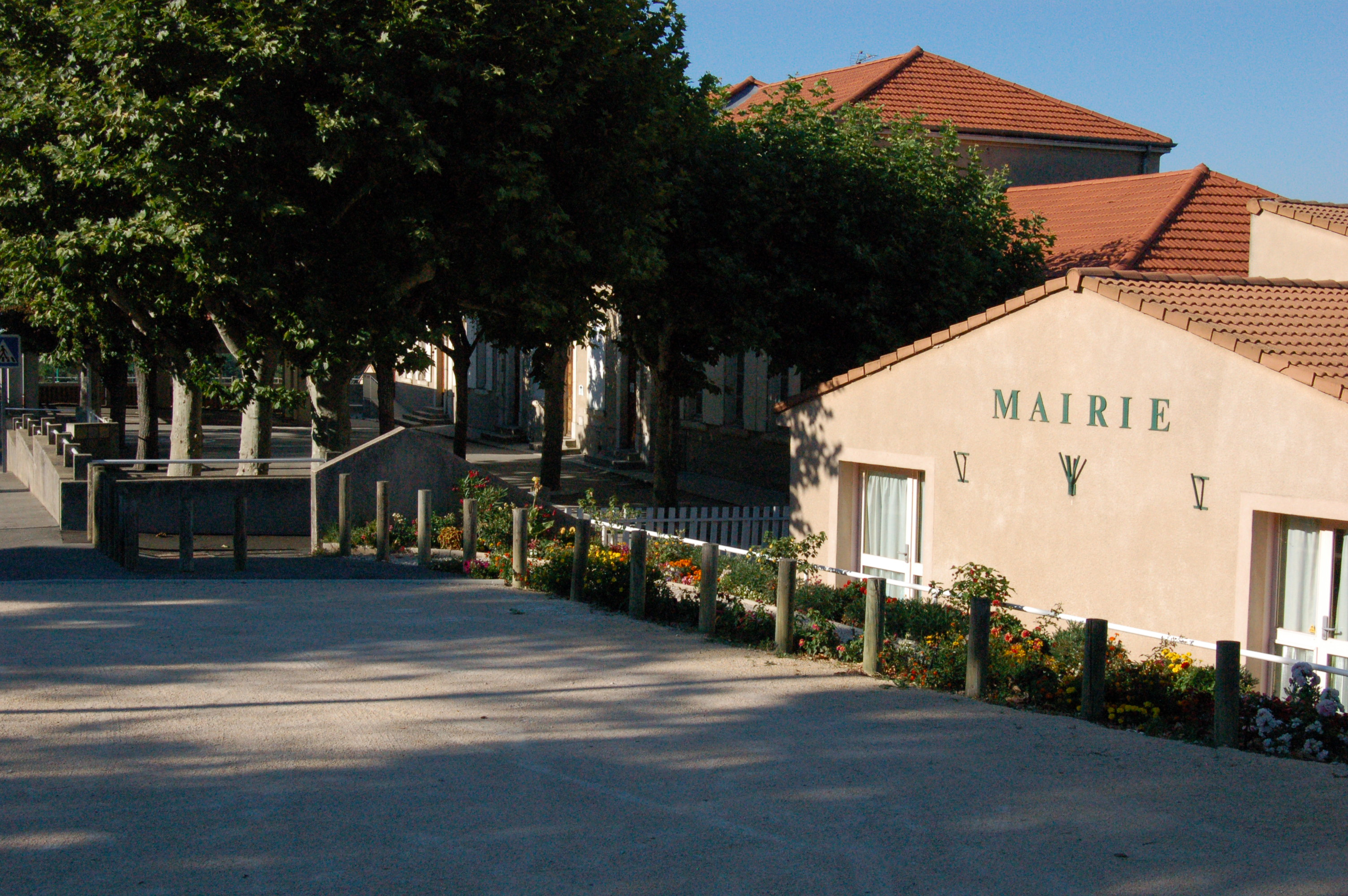
Rådhuset
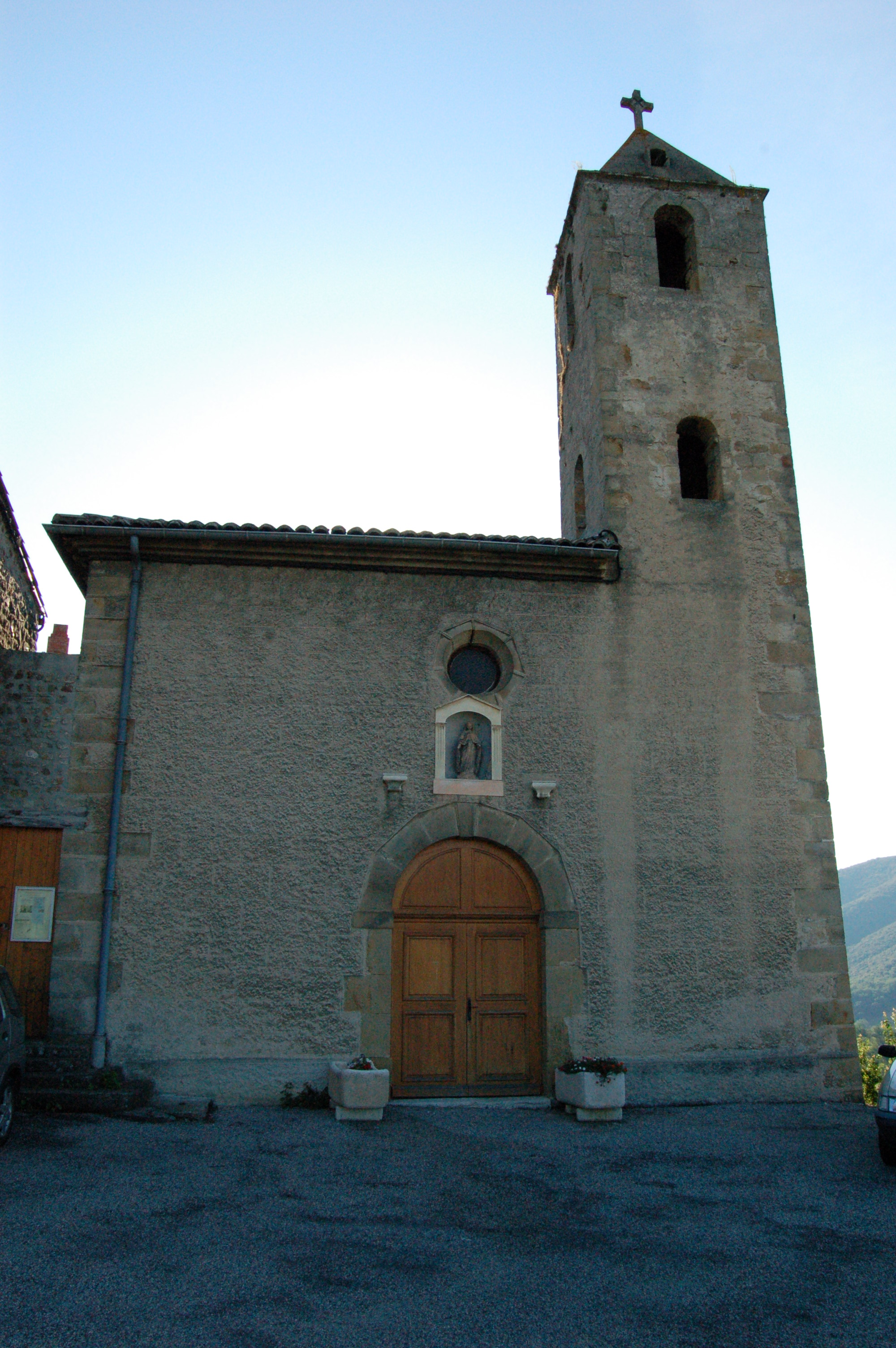
Kyrkan
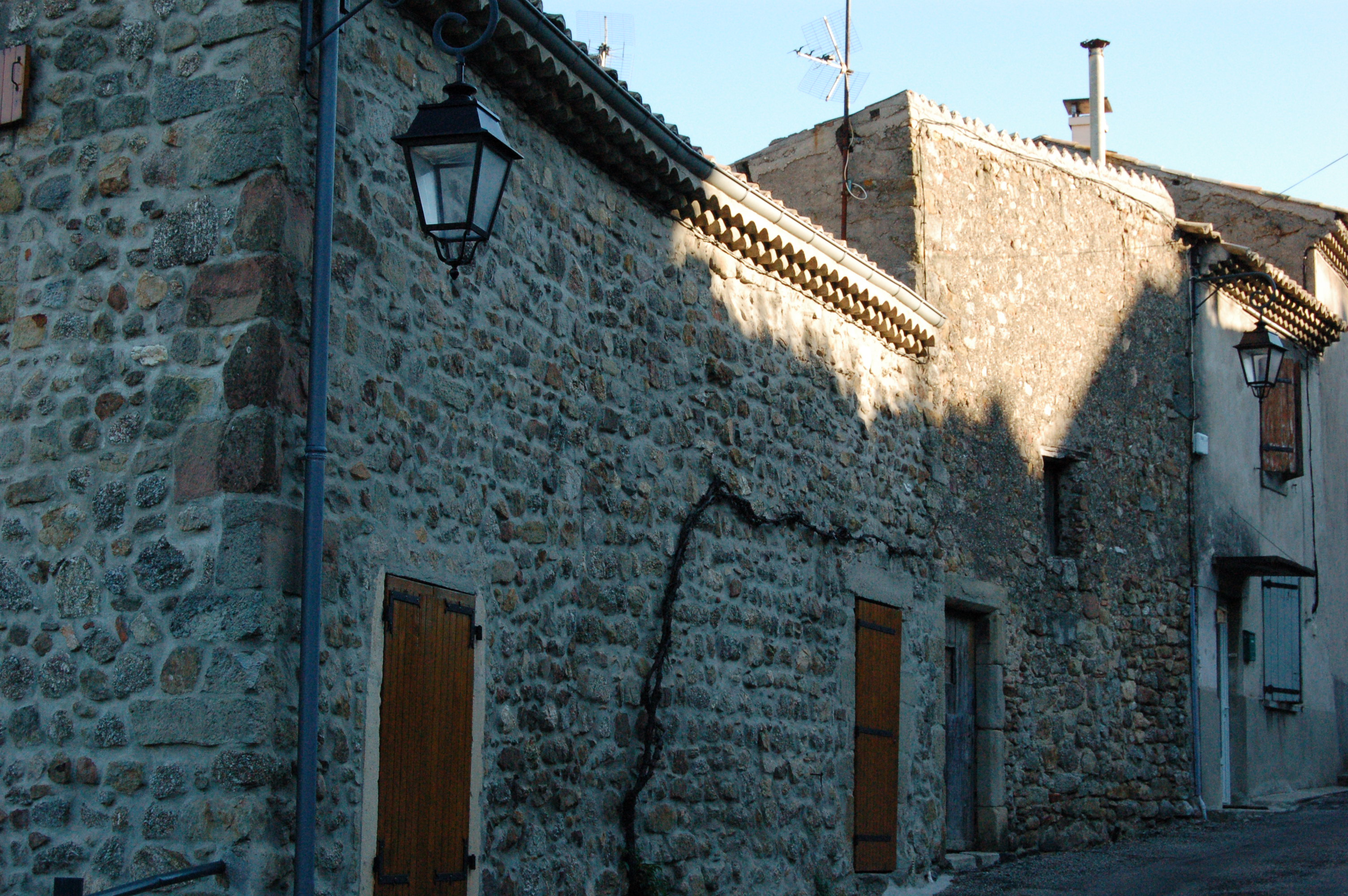
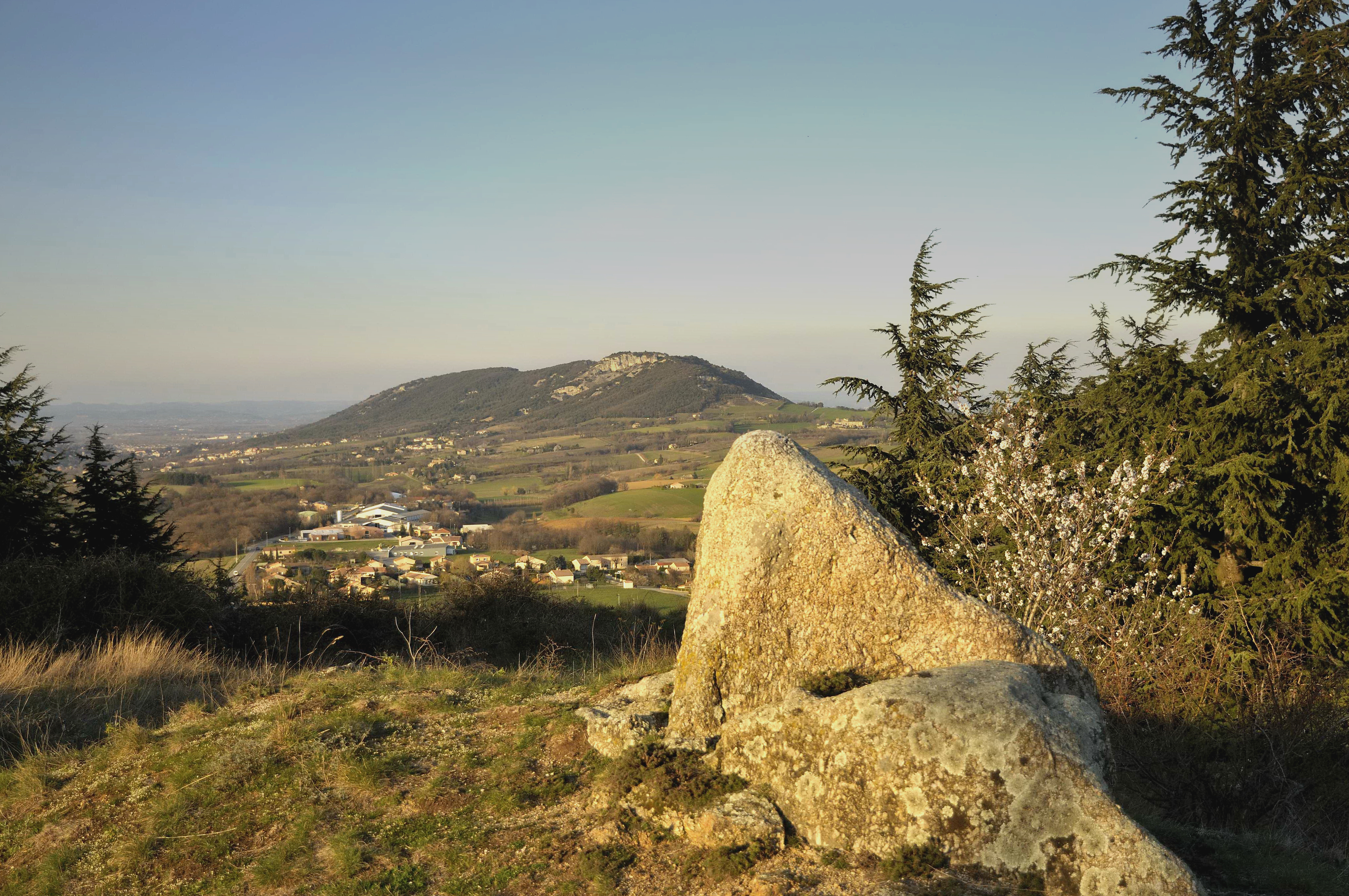